# Ischyroptyx ligusticus
Ischyroptyx ligusticus är en stekelart som först beskrevs av Masi 1922.  Ischyroptyx ligusticus ingår i släktet Ischyroptyx och familjen puppglanssteklar. Inga underarter finns listade i Catalogue of Life.